# Mîhailivka, Novovoronțovka
Mîhailivka (în ucraineană Михайлівка) este o comună în raionul Novovoronțovka, regiunea Herson, Ucraina, formată numai din satul de reședință.

## Demografie
Componența lingvistică a comunei Mîhailivka
     Ucraineană (98,18%)
     Rusă (1,57%)
     Alte limbi (0,25%)
Conform recensământului din 2001, majoritatea populației comunei Mîhailivka era vorbitoare de ucraineană (98,18%), existând în minoritate și vorbitori de rusă (1,57%).